# 粘合南合
粘合 南合（ねんごう なんごう、? - 1263年）は、13世紀半ばにモンゴル帝国に仕えた女真人の一人。

## 概要
粘合南合はモンゴル帝国のヒタイ総督府（ヒタイ＝旧金朝領華北を支配する行政府）に属する粘合重山の息子で、早くから江淮安撫使の地位を授けられ父を補佐していた。1238年（戊戌）に粘合重山が官を辞すと行軍前中書省事の地位を継ぎ、チャガン・ノヤンが陥落させた寿春の統治を委ねられている。なお、同時期に粘合重山の同僚であった耶律楚材が亡くなり息子の耶律鋳が地位を継いでいるが、粘合南合と耶律鋳は後になっても「粘合中書」「耶律中書」と呼ばれるなど、近い立場にあった。
第4代皇帝モンケの治世中にクビライが南宋領へ侵攻した際には山東の大軍閥の李璮の危険性を進言したとの記録がある。粘合南合が李璮について知悉していたのは、江淮安撫使時代に李璮の勢力圏に近い場所にいたためと見られる。
1260年のモンケ・カアンの急死によってクビライとあアリクブケの間で帝位継承戦争が起こると、粘合南合はクビライの側について西京等処宣撫使の地位を授けられた。「西京等処宣撫使」は陝西四川等路宣撫使とともに最初期に設置された宣撫使であるが、この任命は当時アリクブケ派の有力者アラムダールが現在の陝西・甘粛方面に進出していたのに対抗するためのものという意図があったと見られる。1カ月後にはクビライの支配する領域の全土に宣撫使が派遣され、「十路宣撫司」と総称されるようになった。
1261年（中統2年）には中書右丞に任ぜられ、ついで中興等路行中書省事に任命された。ただし、同年に「平章政事北京行省」の地位を授けられたとの記録もあり、中書右丞に任ぜられた時期はもっと早いのではないかとする説もある。
1262年（中統3年）には秦蜀五路四川行中書省事の地位に移ったが、かつて粘合南合が懸念したように李璮の叛乱が勃発したため、クビライは使者を派遣して粘合南合に「卿の進言はまだ耳に残っている。卿は謹んで西の辺境を守って欲しい」と伝えた。これに対し、粘合南合は「臣は謹んで詔を受けます。陛下は西方について憂うことはありません」と答えたという。この後、中書平章政事に任じられたが、1263年（中統4年）に亡くなった。